# Oratorio di Santo Stefano (Lentate sul Seveso)
L'oratorio di Santo Stefano protomartire è una cappella gentilizia sita a Lentate sul Seveso in piazza San Vito. Contiene il più lungo ciclo di affreschi dedicati alla vita del santo.

## Storia
L'oratorio è stato costruito nel 1369 su commissione del Conte Stefano Porro, personaggio molto potente ed importante della famiglia Porro, uomo di fiducia dei fratelli Gian Galeazzo e Bernabò Visconti, Signori di Milano, ed ambasciatore di questi presso la corte dell'Imperatore Carlo IV di Boemia.
I motivi che spingono il nobile all'edificazione della cappella sono presumibilmente due: il primo è che voleva avere un posto privilegiato di preghiera, secondo la moda del tempo di avere un luogo di culto privato. Il secondo motivo, è che lo stesso sentiva l'esigenza di riconciliarsi con Dio per un grave fatto di sangue che aveva colpito il suo casato anni prima. Nel 1252, infatti, due suoi antenati, Pietro ed Alberto Porro avevano pianificato col capo degli eretici della zona, un certo Confalonieri di Agliate, l'omicidio del predicatore domenicano Pietro da Verona, uno dei tanti inquisitori inviati dal Papa per arginare il fenomeno eretico.
L'oratorio di Santo Stefano, cappella di epoca medioevale, dopo un periodo di restauro è stato riaperto al pubblico il 21 ottobre 2007.

## Struttura

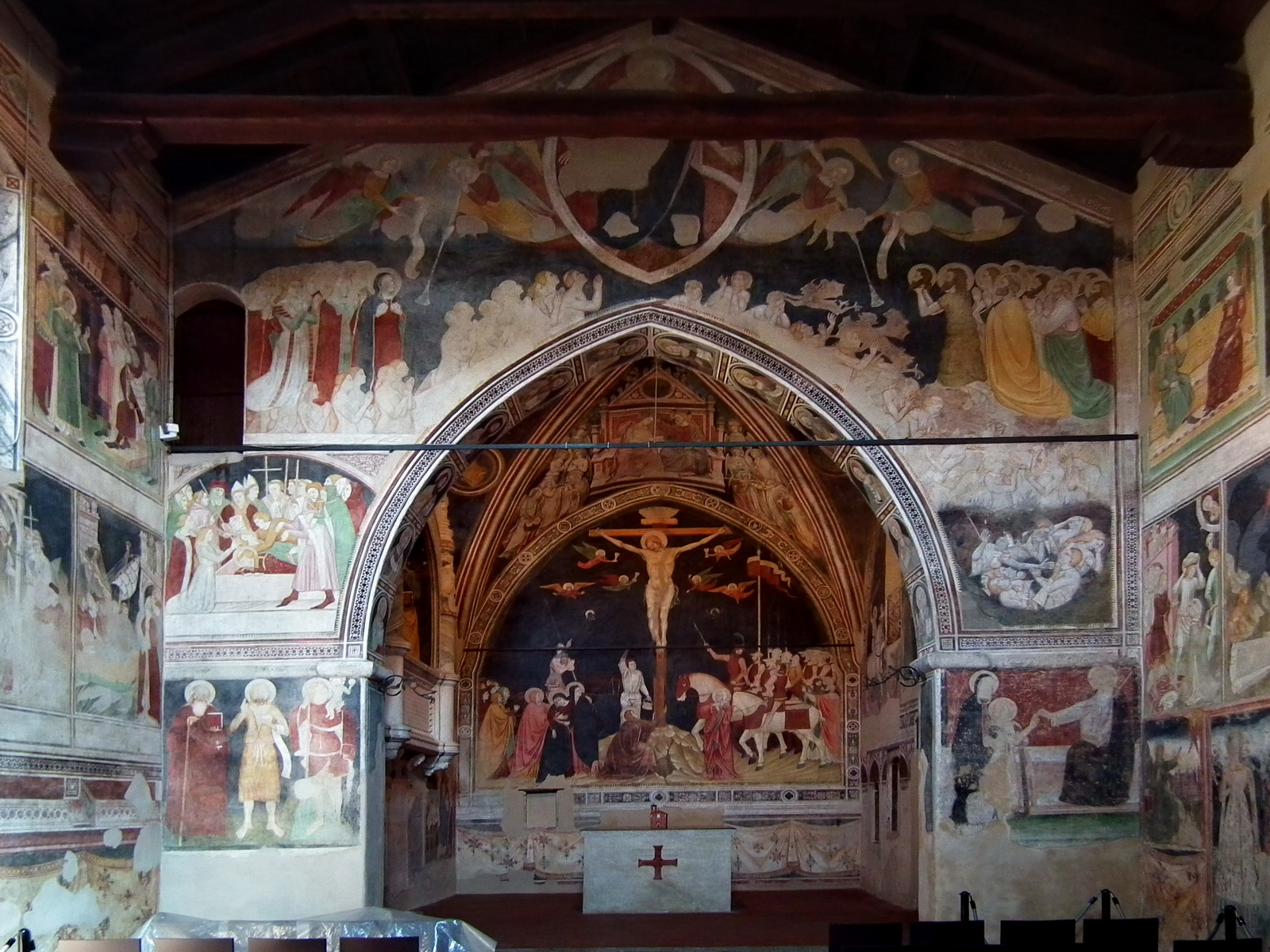
L'interno

L'edificio rispetta la tipica pianta della cappella gentilizia, come la chiesa di San Gottardo in Corte a Milano o la più famosa cappella degli Scrovegni a Padova del 1300: navata unica con presbiterio. Solitamente queste cappelle gentilizie non sorgevano isolate ma sempre annesse al palazzo del Signore. Lentate non fa eccezione, infatti alcuni indizi fanno presumere che vicino all'oratorio ci fosse il castello o casa fortificata di Stefano Porro.
L'esterno della struttura muraria dell'oratorio è in tecnica mista detta listata composta da ciottoli di fiume e mattoni legati da malta di calce.
L'oratorio è a navata unica con un presbiterio rialzato e un arco trionfale tra le due zone. La copertura della navata è lignea, a vista e piana. Si compone di cinque capriate a tenaglia che sostengono l'orditura secondaria. Invece la copertura del presbiterio è diversa. Ritroviamo infatti una volta a crociera sul cui estradosso poggiano capriate miste in legno e in ferro.

## Gli affreschi
Il più importante affresco dell'oratorio è la Crocefissione di Anovelo da Imbonate, della scuola di Giovanni da Milano (che fu discepolo di Giotto), il quale dipinge anche le vele e l'Imago pietatis posta sulla lunetta del portone d'entrata. Gli affreschi di Anovelo richiamano così tanto il pittore fiorentino che si è a lungo creduto fossero di quest'ultimo.
Gli altri affreschi sono opera di un gruppo di pittori chiamati per convenzione Maestri di Lentate, rappresentanti della scuola italiana tardo-gotica nota come Gotico Internazionale.
Il ciclo di affreschi dedicato al Santo si compone di quarantatré riquadri disposti su due registri. I riquadri si leggono da sinistra a destra (con le spalle all'altare) partendo dal registro superiore. Gli affreschi narrano vicende legate alla vita del Santo prima e dopo la sua morte. Le fonti sono principalmente gli Atti degli Apostoli e la Legenda Aurea di Jacopo da Varazze.
Altro affresco della chiesa, posto sulla destra dell'abside, raffigura la "Donazione" della cappella a Santo Stefano; il conte viene ritratto inginocchiato, nell'atto di offrire al Santo la chiesa (che tiene tra le mani) assieme a tutta la famiglia: Caterina Figini, i figli Galeazzo, Antonio, Giovanni e le tre figlie delle quali non ci sono giunti i nomi.
I due pittori principali operano nei primi anni del XV secolo. 
Sovrapposti al "velario" rappresentato sulle pareti della cappella e sotto la Crocefissione, troviamo tre affreschi "posteriori", probabilmente commissionati da altri discendenti della famiglia Porro nel secolo successivo.

## La tomba
L'oratorio avrebbe dovuto conservare le spoglie mortali del conte Stefano e della sua famiglia. Le spoglie del nobile tuttavia non sono mai state trovate, neanche durante l'ultimo restauro: probabilmente non è mai stato riposto a Lentate. Sul rivestimento esterno dell'arca è presente una lapide che fornisce informazioni riguardanti la vita del Conte, la cappella, e la moglie. Questo è il testo:
Sotto la chiesa c'è la cripta dove sono probabilmente sepolti membri della famiglia Porro. Venne chiusa nell'Ottocento per motivi di statica, e negli anni trenta del XX secolo l'entrata venne coperta col pavimento attuale.

## Graffiti
L'oratorio contiene alcuni graffiti, testimonianze quasi anonime. Tra le figure spiccano i tre nodi di Salomone, alcune figure di vescovi, graffiti raffiguranti animali e infine graffiti di mostri (molto probabilmente lucci), lasciati, pare, da una famiglia rivale per augurare la cattiva sorte.